# Jacques Guittet
Pour les articles homonymes, voir Guittet.
Jack Guittet, né le 12 janvier 1930 à Casablanca et mort le 16 janvier 2025 à Mignaloux-Beauvoir, est un escrimeur français maniant l'épée. Quatre fois titré aux Championnats du monde d'escrime, il obtient une médaille de bronze aux Jeux de Tokyo.

## Biographie
Il est marié avec Françoise Guittet, elle-même double championne du monde en fleuret par équipes. Leur petit-fils, Cyril Guittet, a joué en équipe de France de volley-ball.
Sa discipline de prédilection est l'épée, mais comme beaucoup d'escrimeurs de son époque, Guittet pratique les trois armes. Ainsi il est trois fois champion du monde par équipes. Il est sacré en épée aux Mondiaux de 1962 et à ceux de 1965. Mais il obtient le titre aux Mondiaux de 1958 en fleuret. Par équipes, il ajoute quatre autres médailles mondiales à son palmarès : l'argent en 1961 et en 1963, et le bronze en 1958 et en  1959, toutes à l'épée.
Les championnats du monde d'escrime 1961 sont particulièrement fastes pour lui, puisqu'il y obtient également sa seule médaille individuelle, en devenant champion du monde d'épée.
Il participe à deux Jeux olympiques, à l'épée, en 1960 et 1964. En 1960 à Rome, dans l'épreuve individuelle, il échoue au stade des quarts de finale (disputés en poule de six escrimeurs), après avoir franchi les deux premiers tours. Alors que par équipes, la compétition se termine en huitièmes de finale face à la Suisse. Par contre en 1964 à Tokyo, il remporte la médaille de bronze olympique dans l'épreuve par équipes en compagnie de Jacques Brodin, Claude Bourquard, Yves Dreyfus et Claude Brodin. En individuel, il fait aussi bien que quatre ans auparavant, en franchissant deux tours.
En 1963, avec Jean-Claude Magnan, il fait partie de l'équipe d'épée du Racing Club de France championne d'Europe des clubs. À Heidenheim (Allemagne de l'Ouest), elle dispose, en finale, du champion suédois, pourtant favori.
Il est président de la Fédération française d'escrime de 1977 à 1981.

### Palmarès
- Jeux olympiques
  - Jeux olympiques de 1960
    - Éliminé en quarts de finale de l'épée individuelle[3].
    - Éliminé en huitièmes de finale de l'épée par équipes[4].

  - Jeux olympiques de 1964
    -  Médaillé de bronze de l'épée par équipes[5].
    - Éliminé en quarts de finale de l'épée individuelle[6].

## Décorations
- Chevalier de l'ordre du Mérite sportif‎, à titre exceptionnel (1959)[8]